# 白浮图镇
白浮图镇，是中华人民共和国山東省菏泽市成武县下辖的一个乡镇级行政单位。

## 行政区划
白浮图镇下辖以下地区：
徐官庄村、朱楼村、宋庄村、当典村、侯寨村、白浮村、丁庄村、刘土城村、苏阁村、谢庄村、河里王村、郝寨村、侯楼村、梁寨村、于庄村、防城村、陈庄村、朱集村、李双楼村、张庄村、田小楼村、孙庙村、柿子园村、高庄村、田海村、贾楼村、李楼村、刘堂村、张土楼村和巴庄村。